# Maya DiRado
Maya DiRado (* 5. April 1993 in Santa Rosa, Kalifornien) ist eine ehemalige US-amerikanische Schwimmerin. Bei den Olympischen Spielen 2016 gewann sie vier Medaillen, darunter die Goldmedaille in der Disziplin 200 m Rücken und eine Goldmedaille mit der 4 × 200-m-Freistilstaffel.

## Karriere
Bei der Sommer-Universiade 2011 gewann die DiRado die Goldmedaille in der Disziplin 400 m Lagen.
Bei ihren ersten Schwimmweltmeisterschaften im Jahr 2013 gewann DiRado durch ihre Teilnahme an den Vorläufen eine Goldmedaille mit der 4 × 200-m-Freistilstaffel. Zwei Jahre später gewann DiRado die Silbermedaille über 400 m Lagen bei den Weltmeisterschaften. Im Lagen Wettbewerb über 200 m erreichte sie den vierten Platz.
Bei den Olympischen Spielen 2016 gewann sie vier Medaillen: bei Einzelwettbewerben Gold in 200 m Rücken, Silber in 400 m Lagen und Bronze in 200 m Lagen. Mit der 4 × 200-m-Freistilstaffel gewann die Goldmedaille. Nach den Olympischen Spielen verkündete DiRado das Ende ihrer professionellen Schwimmkarriere.